# Fiertelhof
Het Fiertelhof is een evenementenzaal in Zulte die aan 400 à 500 personen plaats biedt. De zaal met een grootte van 510 m², beschikt over een inkomhal, een keuken en een grote zaal met bar en twee podia.
De naam werd geïnspireerd door de jaarlijkse Firtelstoet die in oktober door de Zultse straten toert. Sinds 25 september 1997 is het Fiertelhof eigendom van de gemeente Zulte.

## Geschiedenis
In juli 1966 werd het Fiertelhof ingehuldigd. Oorspronkelijk diende het als bedrijfszaal voor personeelvergaderingen bij de brouwerij Anglo-Belge, maar het werd ook gebruikt voor grote evenementen en tentoonstellingen. De ornithologische vereniging "De Paradijsvogels" maakte bijvoorbeeld meerdere keren gebruik van de zaal. De zaal bood plaats aan ongeveer 500 mensen en had een grote toog en tapinstallatie.
Enkele maanden voor de opening van het Fiertelhof werd het aanpalende complex met hotel-restaurant Het Brouwershuis en café Whip geopend, waardoor Anglo-Belge een indrukwekkend 'imperium' in Zulte bezat. Het Fiertelhof, gebouwd door de gebroeders Cannie in opdracht van de familie Versele van de brouwerij, werd ingewijd door kanunnik Versele. Omdat de brouwerij de zaal niet voldoende gebruikte, werd het al snel een ruime danszaal met orkestpodium, geschikt voor grote manifestaties. Tal van artiesten, waaronder Marva, Willy Sommers en Willem Vermandere, traden er op. Ook de Lotto-trekking vond hier plaats.
In 1988 werd het Fiertelhof verkocht aan de familie Loosveldt, die de zaal omtoverde tot trouwlocatie onder de naam "Vivaldi". Op 25 september 1997 kocht de gemeente Zulte de zaal om deze volledig beschikbaar te stellen voor de bevolking.
In mei 2015 werd architectenbureau Declerck aangesteld voor een grondige renovatie. In 2016, toen het Fiertelhof vijftig jaar oud was, werd het complex volledig gerenoveerd. De renovatie omvatte een opfrissing van de keuken, het sanitair en de zaal zelf. Er werd een nieuwe keuken met doorgeefruimte naar de bar geïnstalleerd, evenals vernieuwde sanitaire voorzieningen, een nieuwe toog en koelinstallatie. De elektriciteit werd vernieuwd en de muren en het dak werden geïsoleerd. Het roze interieur met kitscherige beeldhouwwerken, daterend uit de tijd van de trouwfeesten, werd aangepakt en aan de buitenzijde werden overdekte fietsenstallingen toegevoegd.
Het doel van de renovatie was om het Fiertelhof functioneler, aangenamer en energiezuiniger te maken, zodat verenigingen en organisaties er feesten en vergaderingen kunnen organiseren. De naam van het Fiertelhof verwijst naar de jaarlijkse Fiertelstoet die nog steeds door de straten van Zulte trekt.